# Potok Zolná
Potok Zolná je přírodní památka v oblasti Poľana.
Nachází se v katastrálním území obce Sebedín a Zolná v okrese Zvolen a okrese Banská Bystrica v Banskobystrickém kraji. Území bylo vyhlášeno či novelizováno v roce 1991 na rozloze 1,9200 ha. Ochranné pásmo nebylo stanoveno.